# Чемпіонат Швеції з хокею 1926
 Чемпіонат Швеції з хокею: 1926 — 5-й сезон турніру з хокею з шайбою, який проводився за кубковою системою. 
Переможцем змагань став клуб «Юргорден» (Стокгольм).

## Турнір

### Перший раунд
- 5 лютого 1926: Седертельє СК - АІК Стокгольм 7-2
- 10 березня 1925: ІФК Стокгольм - «Юргорден» ІФ (Стокгольм) 4-2
- 10 березня 1925:  Нака СК - ІФ «Санкт-Ерік» (Стокгольм) 2-0

### Другий раунд
- 8 лютого 1926: Седертельє СК - «Гаммарбю» ІФ (Стокгольм) 4-3
- 8 лютого 1926:  Нака СК  - ІФК Стокгольм 3-1
- 8 лютого 1926: «Юргорден» ІФ (Стокгольм) - ІК «Йота» (Стокгольм) 5-4

### Півфінал
- 10 лютого 1926: Вестерос СК - Нака СК 3-1
- 10 лютого 1926: «Юргорден» ІФ (Стокгольм) - Седертельє СК 4-3

### Матч за 3-є місце
- 14 лютого 1926: Седертельє СК - Нака СК   8-1

### Фінал
- 12 лютого 1926: «Юргорден» ІФ (Стокгольм) - Вестерос СК  7-1 (3-0, 2-1, 2-0)